# Zygodon wightii
Zygodon wightii là một loài rêu trong họ Orthotrichaceae. Loài này được Dixon & Malta mô tả khoa học đầu tiên năm 1938.